# Cooper's Hill Cheese-Rolling and Wake

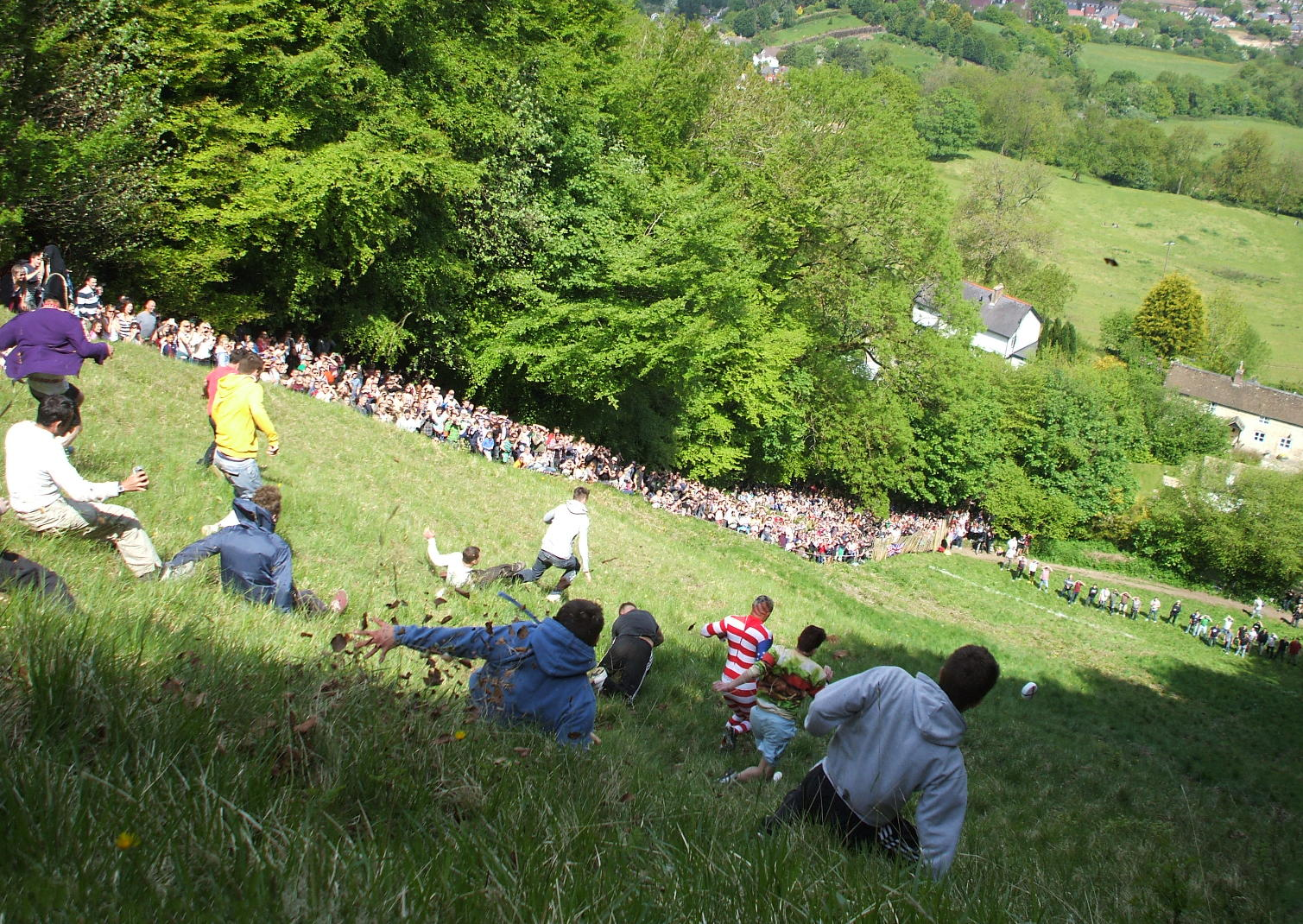
Cooper's Hill Cheese-Rolling and Wake, 2013.

Cooper's Hill Cheese-Rolling and Wake är en årlig tävling och festival i Brockworth i Gloucester i Storbritannien.
Tävlingen går ut på att få tag i en stor ost som rullas utför Cooper's Hill, en 180 meter lång backe med en lutning på nästan 50 procent. 
Osten får några sekunders försprång innan de tävlande kastar sig nerför branten för att försöka fånga den.  
Backen är så brant och osten rullar med sådan fart att de flesta faller eller tumlar utför. Det är vanligt att deltagare skadas. Vinner gör den som fångar osten eller når målet först, med eller utan ost.
Det tävlas i både herr- och damklass och deltagarna måste vara minst 18 år gamla.
Festivalen har gamla rötter och tros vara en efterföljare till ett  hednisk firande av fertilitet och början av sommaren.
Den 1 april 2022 uppgav lokaltidningen Mitt i att en liknande tävling skulle avhållas i Väsjöbacken i Sollentuna kommun. Tidningen medgav senare att det var ett aprilskämt.

## Osten
Osten som används är en 
Double Gloucester. Den 

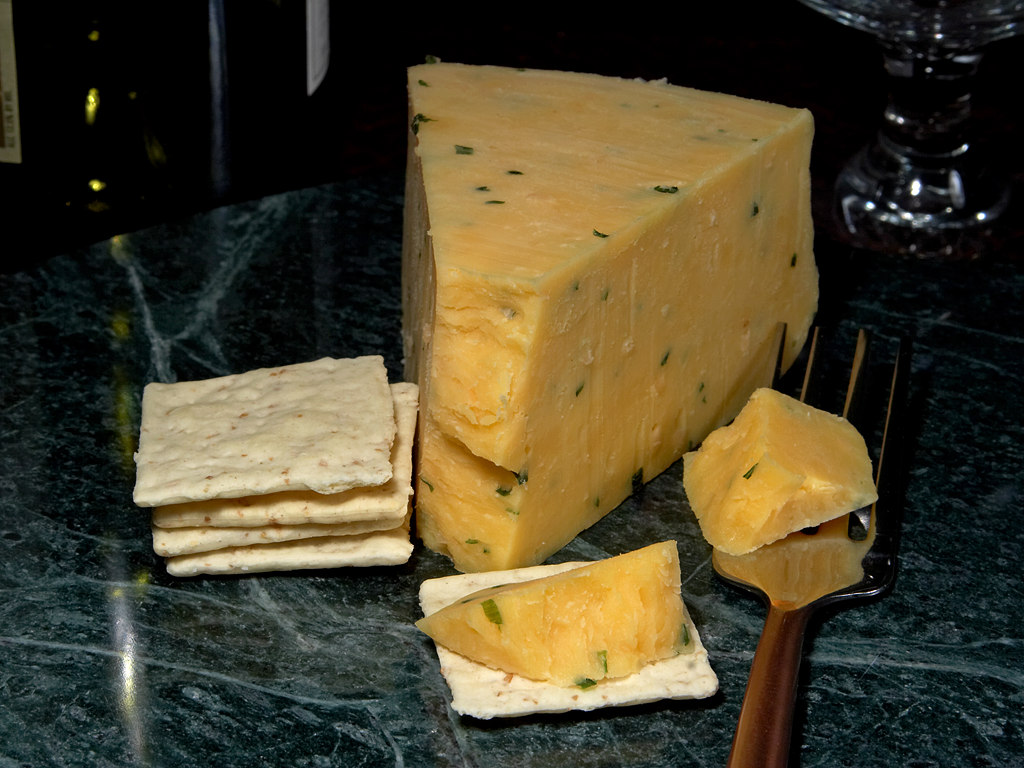
Double Gloucester.

tillverkas lokalt i Gloucester av mjölk från
lantrasen med samma namn och har skyddad ursprungsbeteckning. Den aromatiska osten väger 3–4 kilogram och lagras i 6–9 månader. Den orangea färgen beror på tillsats av det naturliga färgämnet annatto. 